# Antico complesso episcopale di Parigi
L'antico complesso episcopale di Parigi fu edificato tra il IV e il VI secolo e fu sostituito nel XII secolo dall'attuale cattedrale di Notre-Dame. Comprendeva:
- una chiesa doppia costituita da due chiese allineate irregolarmente da est a ovest:
  - la basilica di Saint-Étienne più a est, dedicata a santo Stefano, forse riservata ai catecumeni; era collocata in corrispondenza dell'attuale sagrato di Notre-Dame e delle prime campate dell'attuale cattedrale;
  - la primitiva chiesa di Notre-Dame più a ovest, dedicata alla Madonna e riservata probabilmente ai battezzati; era collocata dietro alla precedente, in corrispondenza del coro dell'attuale cattedrale;
- il battistero di Saint-Jean-le-Rond, distrutto nel 1748, a pianta rettangolare, ma probabilmente preceduto in una fase precedente da un edificio rotondo (che sarebbe ricordato dal nome della chiesa); era collocato poco distante dall'abside della basilica di Saint-Étienne.

## Basilica di Saint-Étienne

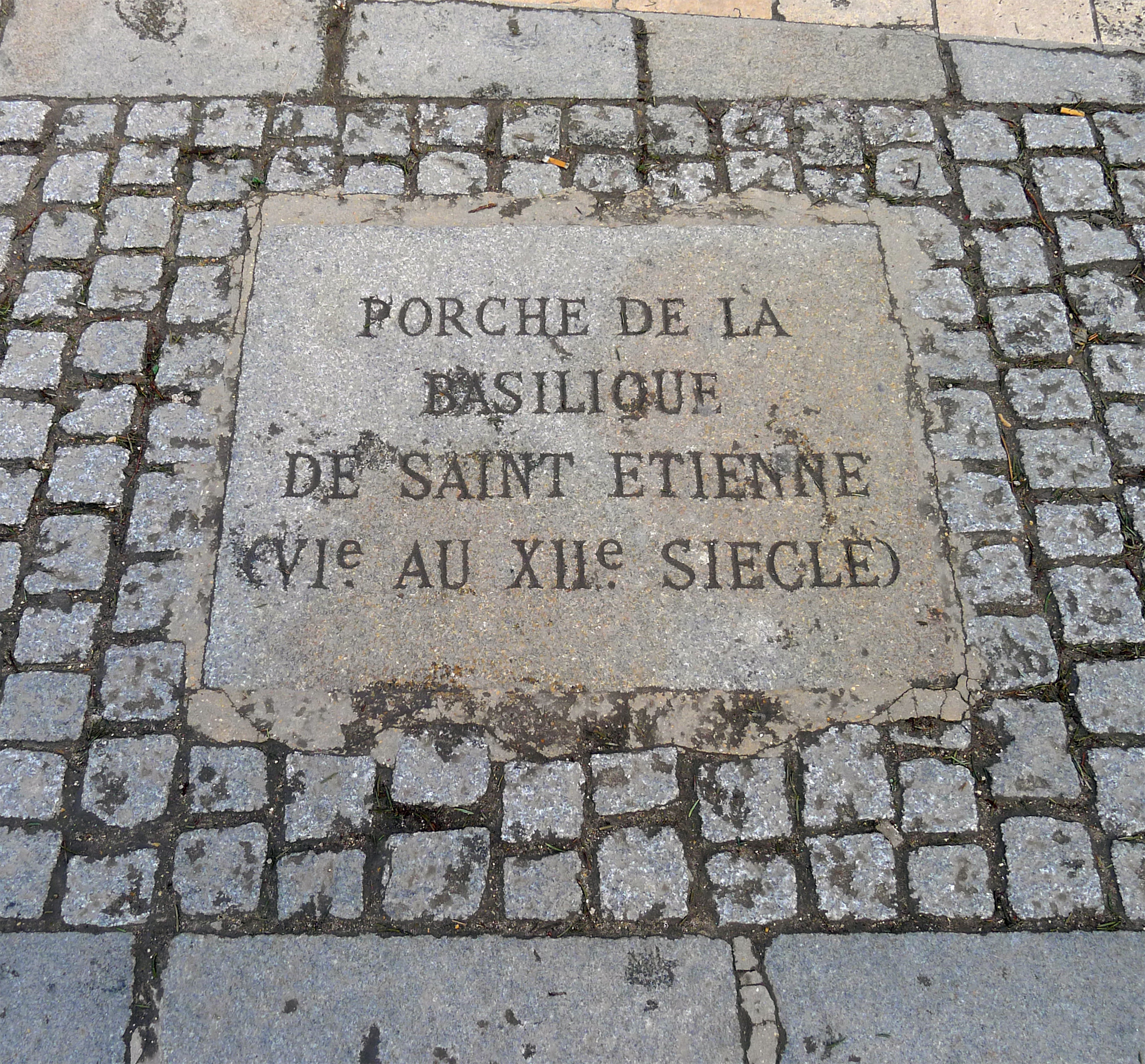
Iscrizione sul sagrato di Notre-Dame che segna la posizione della facciata della basilica di Saint-Étienne

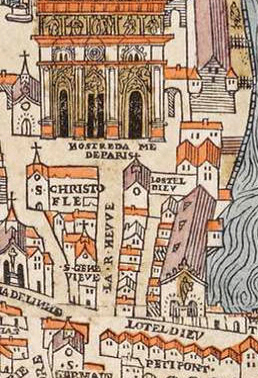
La piccola chiesa di Saint-Jean-le Rond a fianco della facciata della cattedrale di Notre-Dame, nella pianta di Truschet e Hoyau del 1550

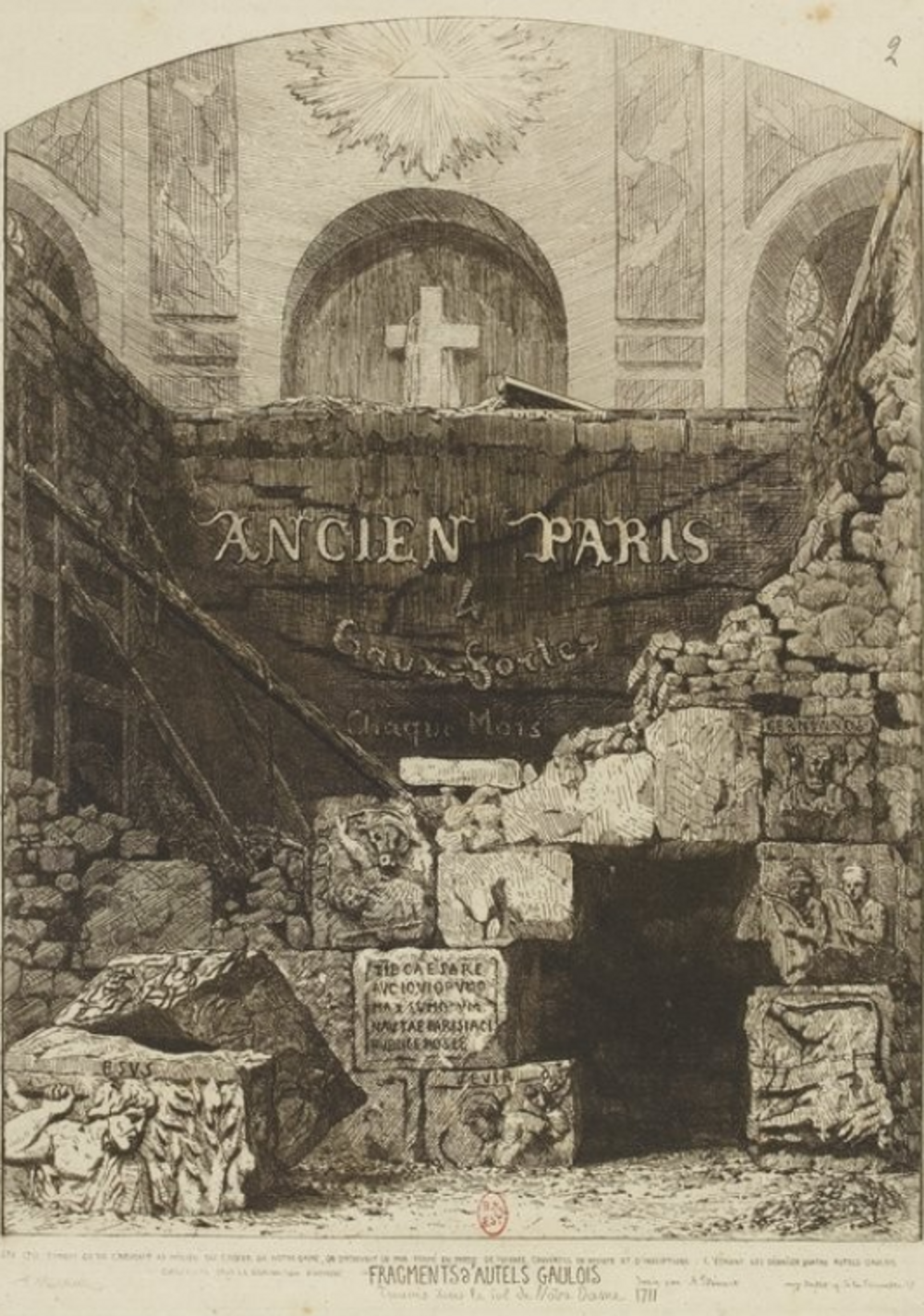
Adolphe Martial Potémont, stampa con i ritrovamenti del 1711

La chiesa aveva cinque navate., larghe complessivamente 35 m e doveva estendersi in lunghezza per circa 70 m. Sorgeva a poca distanza dal palazzo dei re Merovingi sull'Île de la Cité
Fu fondata forse già nella seconda metà del V secolo..
La sua prima menzione come sede episcopale parigina si trova in un atto di donazione del 690. 
Nell'829 doveva essere ancora la cattedrale, poiché il vescovo Inchoadus vi tenne un concilio.
Sembra non fosse stata toccata dalle distruzioni causate dagli attacchi dei Normanni a Parigi nel corso del IX secolo e nell'887 durante il secondo assedio vichingo vi fu trasportato il corpo di san Germano di Parigi. In quest'epoca, tuttavia, alcuni testi attribuirono la salvezza della città alla sua consacrazione alla Vergine: il titolo e le funzioni di cattedrale erano dunque forse già passata alla primitiva chiesa di Notre-Dame. 
Poco dopo la chiesa di Saint-Etienne dovette essere abbandonata, perché non è più menzionata negli atti e nel 1100 è ricordata in rovina.
Nel Museo Carnavalet dedicato alla storia di Parigi, si conservano due tronconi di fusto liscio di colonna in marmo d'Aquitania (o "bianco e nero antico"), ritenuti appartenenti alla basilica di Saint-Etienne.

## Chiesa primitiva di Notre-Dame
La chiesa più antica, con abside rettangolare, dovette essere fondata nel VI secolo o agli inizi del VII. La prima attestazione di una chiesa dedicata alla Vergine si trova in un diploma di Carlo Magno del 775.
Tra il 754 e l'829 fu fondato il capitolo dei canonici della cattedrale che si stabilì nella chiesa di Notre-Dame. Di conseguenza, la chiesa di Notre-Dame dovette assumere sempre più importanza a scapito della più antica chiesa di Saint-Etienne e fu forse ricostruita di maggiore ampiezza.

## Battistero di Saint-Jean-le-Rond
Come indica il suo nome, dovette essere inizialmente un edificio rotondo a pianta centrale ed era collocato vicino al centro della navata laterale nord della basilica di Saint-Étienne, nella posizione che di solito avevano i battisteri accanto alle cattedrali.
Nel XIII secolo la chiesa fu probabilmente ricostruita a pianta rettangolare, con la facciata allineata alla nuova cattedrale di Notre-Dame. Vi fu infine aggiunta una nuova facciata nel XVII o XVIII secolo: il portale a tutto sesto inquadrato da due colonne doriche che sostenevano un timpano con tre statue, era sormontato da un semplice rosone.
Nel 1748 le sue funzioni di chiesa parrocchiale e di battistero furono trasferite alla chiesa di Saint-Denis-du-Pas, situata dietro l'abside della cattedrale di Notre-Dame e distrutta agli inizi del XIX secolo. L'edificio fu poco dopo distrutto e i materiali vennero reimpiegati nel 1751 nella costruzione della grande porta del chiostro della cattedrale, ad opera di Germain Boffrand.
Un capitello duecentesco del portale, rinvenuto negli scavi del sagrato di Notre-Dame nel 1998-1999, si conserva al Museo di Cluny.

## Scavi archeologici
I più antichi ritrovamenti derivano da uno scavo destinato alla realizzazione di una cripta per le tombe degli arcivescovi di Parigi, eseguito nel 1711 quasi al centro del coro dell'attuale cattedrale. Lo scavo permise di rinvenire i resti dell'abside rettangolare di una chiesa più antica, addossata al muro di cinta del complesso episcopale (la primitiva chiesa di Notre-Dame). In uno di questi muri erano reimpiegati frammenti del Pilastro dei nauti.
Nel 1847 gli scavi di Théodore Vacquer sotto il sagrato di Notre-Dame permisero di scoprire le fondamenta della parte anteriore di una grande chiesa di epoca merovingia, ricostruita allora a tre navate (la basilica di Saint-Etienne) e alcuni elementi decorativi in marmo ad essa pertinenti.
Nel 1858 Eugène Viollet-le-Duc si occupò della ricostruzione della cripta del coro della cattedrale di Notre-Dame. Poté nuovamente vedere l'abside rettangolare scoperta nel 1711 della chiesa primitiva di Notre-Dame. Ad un livello superiore scoprì inoltre i resti di una successiva abside semicircolare, di circa 6 m di diametro, appartenente probabilmente alla ricostruzione dello stesso edificio, che, nella seconda fase, doveva estendersi anche oltre il più antico muro di cinta.
Altri scavi sotto il sagrato di Notre-Dame si sono svolti nel 1907 e, diretti da Michel Fleury, tra il 1965 e il 1967: i resti rinvenuti sono visibili nella Crypte archéologique, un allestimento sotterraneo inaugurato nel 2000.